# Palazzo Ghini
Il Palazzo Ghini si trova nel centro storico di Cesena in corso Sozzi, su un'area nella quale i ritrovamenti effettuati accertano la presenza di edifici romani del I secolo a.C. Fu per oltre un secolo la residenza dei marchesi Ghini. Esiste un secondo palazzo omonimo nella vicina via Chiaramonti.

## Storia
La famiglia Ghini nel 1654 acquistò dei terreni per trasferirsi in città. Il palazzo venne commissionato nel 1680 dai fratelli Giacomo Francesco e Alessandro Bruno Ghini all'architetto cesenate Pier Mattia Angeloni; venne costruito all'incrocio dell'antica strada Cervese e la contrada S. Zenone. Inizialmente il progetto prevedeva una pianta ad "U" ma poi furono realizzati solo i corpi di fabbrica su corso Sozzi e, parzialmente, su via Uberti; la facciata su corso Sozzi rimase incompiuta nelle finiture lapidee. All'interno, nel salone d’onore, vennero eseguite intorno al 1720 delle pitture con soggetti storico-mitologici tipiche del tardo barocco.

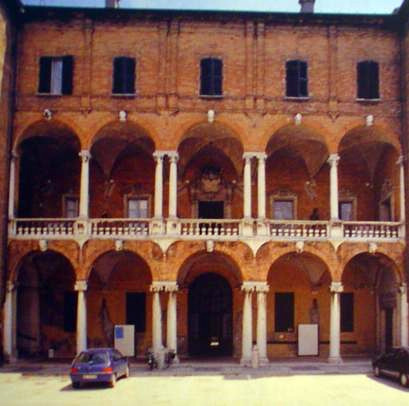
Palazzo Ghini, facciata all'interno della corte

In seguito ad una divisione tra eredi, Monsignor Ghino Ghini riuscì ad acquistare l'intera proprietà del palazzo dando poi al palazzo la connotazione di residenza ecclesiastica per poi donarlo all'Ordine dei Gesuiti cesenati, che, secondo la sua volontà, vi stabilì la propria sede dal 1942 al 1962 e vi aprì una scuola apostolica. Divenne poi proprietà della curia.

## Descrizione

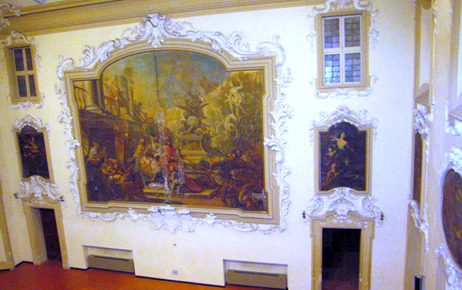
affresco all'interno del palazzo

Sugli spigoli in pietra d'Istria si trovano le insegne pontificie di Papa Pio VI. La facciata interna del cortile presenta uno degli squarci più suggestivi di tutta la Romagna: si tratta di uno splendido loggiato a tre ordini, con colonne in pietra bianca ai due inferiori, dal quale è possibile godere di una delle visioni frontali della Biblioteca Malatestiana. Dallo scalone si accede a una loggia ornata da quattro statue di Francesco Calligari (Minerva, Cerere, Gloria e Marte); da qui si accede al grande salone d'onore, caratterizzato dal ciclo pittorico di Giacomo Bolognini, realizzato tra il 1719 e il 1721. Sono presenti tuttora, dono ufficiale e personale dei Papi Pio VI e Pio VII parenti stretti della famiglia, i busti marmorei raffiguranti gli stessi Papi e per cui i due Sommi Pontefici avevano posato.